# Pol Cruells
Pol Cruells Raurich, född 1971 i Sabadell, är en spansk (katalansk) musiker och bibliotekarie. Fram till 2024 har han som singer-songwriter presenterat fem egenkomponerade album. Under 2010-talet har han medverkat som turnémusiker på en mängd konserter med Els Amics de les Arts, vid sidan av medlemskapet i gruppen Nuar.
Cruells musik har beskrivits som en blandning av medelhavssång och experimentell pop.

## Biografi
I ungdomen flyttade familjen runt, och bland annat har han bott i Barcelona, på Formentera, i Andorra, Sevilla och Avignon. Vid 15 års ålder började han spela elbas.

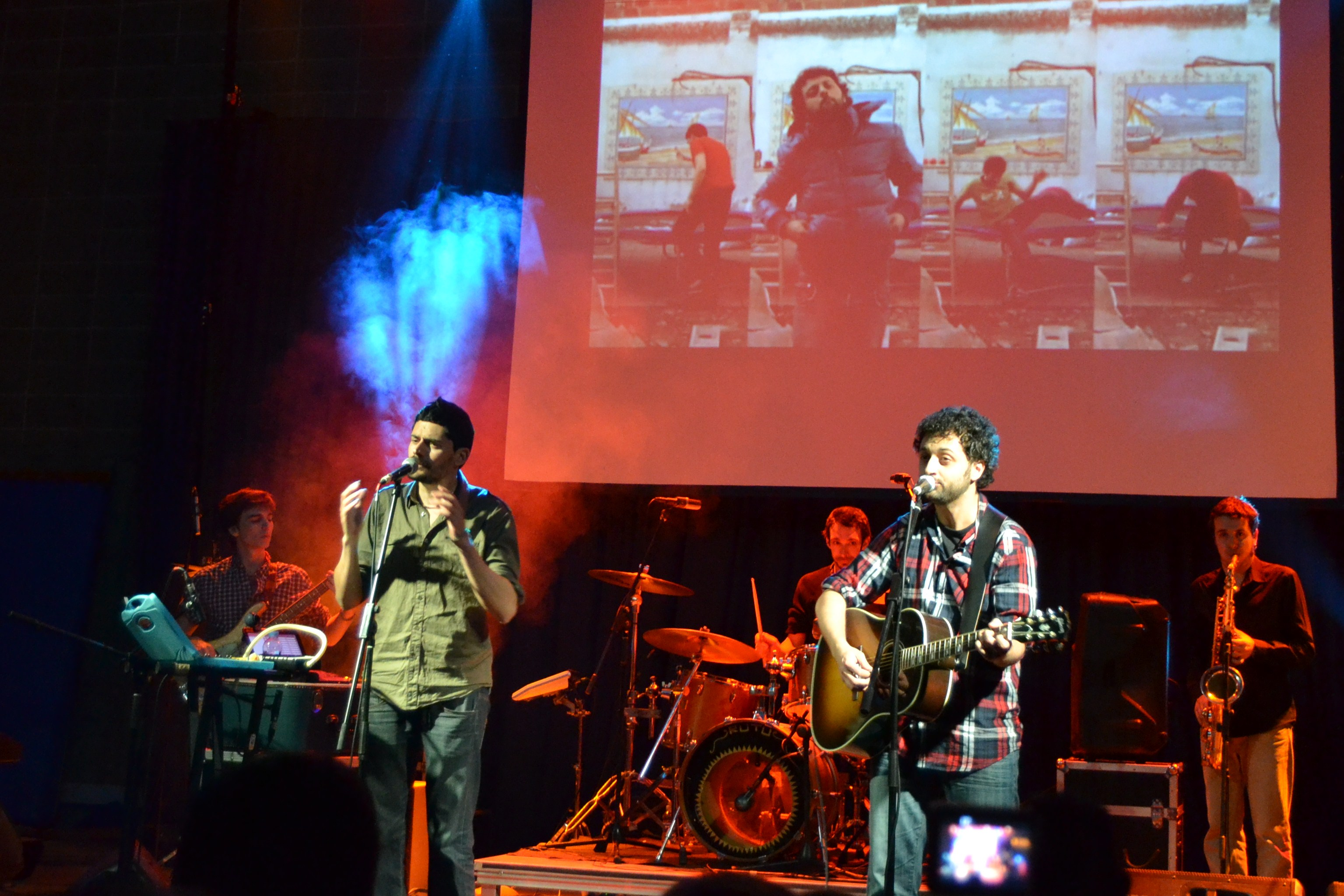
Pol Cruells (längst till vänster, i bakgrunden) vid konsert med Els Amics de les Arts 2011.

I rollen som basist tillhör Cruells veteranerna i den regionala katalanska musikbranschen. 2010 startade han, gitarristen/sångaren Albert Carbonell och trummisen Àlex Carballo poprocktrion Nuar, som det året lanserade sin albumdebut – Respirar ('Andas'). Bandet är/var inspirerat av grupper som Radiohead, Coldplay och Jeff Buckley och återkom 2015 med sitt andra album Perseguint gegants ("På jakt efter jättar"). Samma år inledde han sin bana som turnémusiker för Els Amics de les Arts, och han har även spelat med bandet Erm.

### Egna produktioner
Cruells första egna musikproduktion var albumet Passeu, passeu ('Passera, passera'), där han presenterade sin egenkomponerade blandning av bluegrass, country och nordamerikansk folkrock. Två år senare kom Casa i vent ('Hus och vind') och 2015 Astronauta de terrat ('Astronaut i jorden'). Ämnena på låtarna har ofta tagit upp nostalgiska tillbakablickar, och stilen på 2015 års album påverkades av producenten Caïm Riba.
2019 återkom Pol Cruells med det egenutgivna Fanzín. Albumet var en hyllning till ungdomens serieskapare (se seriefanzin); "L'últim iceberg" ('Det sista isberget') hade dock klimatutvecklingen som ämne. På senare år har musiken utvecklats mer mot en blandning av sydeuropeisk och anglosaxisk folkrock.
Cruells femte album Planeta Miret publicerades 2024. Det har beskrivits som artistens mest experimentella skiva, med låtar baserade på basgitarr (och utan andra gitarrer).

### Samarbeten och andra aktiviteter
På scen presenterar han sig ibland under gruppbeteckningen Pol Cruells Quartet. Han har på scen även framträtt med andra musiker från Nuar eller Els Amics de les Arts, liksom med Joana Serrat, Caïm Riba, Joan Dausà och Claudia Crabuzza.
Vid sidan av scenen arbetar Cruells som bibliotekarie. Han tjänstgör sedan 2013 vid avdelningen för musik vid Biblioteca de Catalunya, Kataloniens nationalbibliotek placerat i Barcelona. 2014 nådde han framgångar i tävlingsprogrammet El gran dictat (med fokus på språkligheter) på katalanska TV3.

## Diskografi
Egna album
- Passeu, passeu (Gorvijac Music, 2011)[19]
- Casa i vent (Right Here Right Now/egenutgivning, 2013)
- Astronauta de terrat (Microscopi/egenutgivning, 2015)
- Fanzín (Microscopi/egenutgivning, 2019)
- Planeta Miret (Microscopi/egenutgivning, 2024)

Samarbeten och medverkan
- Nuar: Respirar (album, Gorvijac Music, 2010)
- Nuar: Perseguint gegants (album, Microscopi/egenutgivning, 2015)
- Claudia Crabuzza & Pol Cruells: "L'onada" (singel, Microscopi/egenutgivning, 2019)